# 鶴見神社境内貝塚

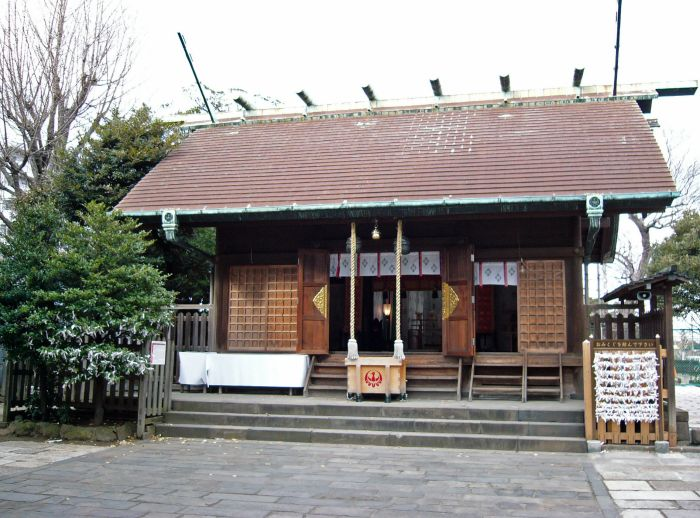
貝塚の所在地、鶴見神社境内。

鶴見神社境内貝塚（つるみじんじゃけいだいかいづか）は、神奈川県横浜市鶴見区鶴見中央1丁目の鶴見神社境内にある弥生時代終末～古墳時代前期の貝塚である。別名、鶴見神社貝塚・鶴見区No.85遺跡。横浜市指定史跡。

## 概要
貝塚の所在する鶴見神社は、下末吉台地の麓、海抜4メートル程の鶴見川氾濫原の沖積地に位置する。社によると、1962年（昭和37年）に境内から、弥生土器や土師器など、弥生時代から鎌倉時代にかけての祭祀系遺物が多数出土したという。
横浜市教育委員会により2007年（平成19年）に踏査、2008年（平成20年）2月に発掘調査が行われ、神社本殿前の東西5-8メートル×南北10メートルの範囲で厚さ70-80センチメートルの貝層が発見された。主要構成貝類は、二枚貝ではハマグリ・サルボウ・カガミガイ、巻貝ではイボキサゴなどおよそ8種類で、この貝塚と関連性のある古墳時代前期の竪穴建物跡も検出された。
このような弥生時代以降の低地貝塚は、当貝塚のほか、鶴見川流域には川崎市の「市場A・B貝塚」「浅野造船所水道水源地貝塚」「八丁畷貝塚」などいくつか見られる。
横浜市内には、台地上に作られた縄文時代の貝塚は多く、鶴見神社境内貝塚西方の下末吉台地上にも小仙塚貝塚等があるが、弥生時代以降の低地の貝塚は少なく希少であることから、鶴見神社境内貝塚は2008年（平成20年）11月20日に横浜市指定史跡に指定されている。ただし現在は埋め戻しされ舗装されているので、貝層や遺構を直接見ることは出来ない。